# Bernice
Bernice – miasto w Stanach Zjednoczonych, w stanie Luizjana, w parafii Union.